# حياة لمباركي
حياة لمباركي عداءة ألعاب قوى مغربية، من مواليد مدينة اسفي في 18 مايو 1988، و هي متخصصة في سباق ال 400 متر حواجز.

## إنجازاتها
| المنافسة                   | السنة | المسابقة        | التوقيت | الرتبة      |
| -------------------------- | ----- | --------------- | ------- | ----------- |
| بطولة أفريقيا للشباب       | 2007  | 400 متر حواجز   | 59:10   | 2           |
| الألعاب الفرانكوفونية      | 2009  | 400 متر حواجز   | 58:40   | 1           |
| ألعاب البحر الأبيض المتوسط | 2009  | 400 متر حواجز   | 57:75   | 5           |
| بطولة أفريقيا لألعاب القوى | 2010  | 400 متر حواجز   | 55:96   | 1           |
| كأس القارات لألعاب القوى   | 2010  | 400 متر حواجز   | 59:03   | 7           |
| الألعاب العربية            | 2011  | 400 متر حواجز   | 56:72   | 1           |
| الألعاب العربية            | 2011  | 100 متر 4 تتابع | 46:16   | 1           |
| الألعاب العربية            | 2011  | 400 متر 4 تتابع | 3:38:64 | 1           |
| بطولة أفريقيا لألعاب القوى | 2012  | 400 متر حواجز   | 55:41   | 2           |
| ألعاب أولمبية صيفية        | 2012  | 400 متر حواجز   | 56.18   | نصف النهائي |

## أرقام شخصية
| المسابقة      | الرقم | المكان | السنة |
| ------------- | ----- | ------ | ----- |
| 400 متر حواجز | 55:41 | نيروبي | 2012  |

## وصلات خارجية
- حياة لمباركي على موقع الاتحاد الدولي لألعاب القوى (الإنجليزية)
- حياة لمباركي على موقع الدوري الماسي (الإنجليزية)
- حياة لمباركي على موقع اللجنة الأولمبية الدولية (الإنجليزية)
- حياة لمباركي على موقع أوليمبيديا (الإنجليزية)
- حياة لمباركي على موقع اللجنة الأولمبية المغربية (الفرنسية)